# Aarupokhari
Aarupokhari (Nepali आरूपोखरी oder Arupokhari) ist ein Dorf und ein Village Development Committee (VDC) in Nepal im Distrikt Gorkha.
Das VDC Aarupokhari liegt auf einem Höhenrücken westlich des Budhigandaki auf einer Höhe von 1100 m. 

## Einwohner
Bei der Volkszählung 2011 hatte das VDC Aarupokhari 4564 Einwohner (davon 2005 männlich) in 1079 Haushalten.

## Dörfer und Weiler
Aarupokhari besteht aus mehreren Dörfern und Weilern. 
Die wichtigsten sind:
- Aarupokhari oder Arupokhari (1100 m ⊙)
- Dunde (650 m ⊙)